# 费柴尔德
费尔柴尔德飞机公司（Fairchild Aircraft），又名仙童公司，原是美国的一家航空制造企业，于2003年在几乎破产后被M7航空航天收购。

## 历史
费尔柴尔德于1925年由谢尔曼·费尔柴尔德创建，当时名为费尔柴尔德航空公司或费尔柴尔德飞行器制造公司，位于纽约州Farmingdale和East Farmingdale。该公司生产了美国第一架使用了液压起落架和全包式座舱的飞机，费尔柴尔德FC-1。
1931年，费尔柴尔德搬到了马里兰州的Hagerstown。在第二次世界大战期间，费尔柴尔德生产了AT-21Gunner型双发飞机。
1949年，费尔柴尔德发动机与飞机公司开始生产C-123供应者型运输机。
1956年，费尔柴尔德获得了生产福克F27友谊式客機（Fokker F27 "Friendship"）的权力，共生产了206架这种飞机。
1964年，费尔柴尔德收购了席勒直升机并更名为费尔柴尔德席勒。
1965年，费尔柴尔德收购了共和航空。
1971年，公司更名为费尔柴尔德工业，并开始开发费尔柴尔德共和攻击机。
1996年，费尔柴尔德收购多尼尔公司，更名为费尔柴尔德・多尼尔公司。
2002－2003年，费尔柴尔德被M7航空航天收购。

## 外部連結
- Fairchild Controls Corporation company web site
- M7 Aerospace company web site （页面存档备份，存于）
- Fairchild Industries Collection, National Air and Space Archives （页面存档备份，存于） PDF 1071 KB, includes corporate history and chronology
- Fairchild history （页面存档备份，存于） - Fairchild trainer production WW2
- Pictures of Fairchilds
- Hagerstown Aviation Museum（页面存档备份，存于）- Museum based in Hagerstown, Maryland, "Home of the Flying Boxcar," and Fairchild from 1931-1984